# Wei-Yin Chen
Dans ce nom chinois, le nom de famille, Chen, précède le nom personnel.
Chen Wei-Yin (né le 21 juillet 1985 à Kaohsiung, Taïwan) est un lanceur gaucher qui a joué de 2012 à 2019 dans la Ligue majeure de baseball.
Il évolue 5 saisons avec les Chunichi Dragons de la Ligue centrale du Japon avant de rejoindre les Ligues majeures de baseball en 2012 et d'y disputer ses 4 premières saisons avec les Orioles de Baltimore.

## Carrière

### Jeux olympiques
Wei-Yin Chen s'aligne avec l'Équipe de Taïwan de baseball qui participe aux Jeux olympiques d'Athènes en 2004 et de Beijing 2008.
Le 22 août 2004 à Athènes, il fait une présence de deux manches sans accorder de point ou de coup sûr à l'équipe des Pays-Bas.
Le 13 août 2008 à Pékin, il est le lanceur gagnant du premier match de l'équipe de Taïwan, remporté 5-0 sur les Pays-Bas. Il blanchit l'équipe adverse durant 7 manches et retire sept opposants sur des prises. Dans son match suivant le 20 août, il accorde trois points en trois manches et un tiers au Canada dans un match remporté 6-5 par Taïwan.

### Japon
Wei-Yin évolue en NPB avec les Chunichi Dragons de la Ligue centrale du Japon pendant 5 saisons,. Après ses débuts en 2005, il rate deux saisons entières après une opération de type Tommy John subie à l'âge de 21 ans. Il revient au jeu en 2008 et joue avec le club jusqu'à la fin de la saison 2011.
Il dispute 127 parties pour les Dragons, dont 89 comme lanceur partant. Le gaucher maintient une moyenne de points mérités de
2,58 en 651 manches lancées durant cette période. Il remporte 36 victoires contre 30 défaites avec un sauvetage en relève et 520 retraits sur des prises.
En 2009, il mène la Ligue centrale avec la meilleure moyenne de points mérités. Celle-ci ne s'élève qu'à 1,54 en 164 manches lancées. C'est la plus basse moyenne par un lanceur de cette ligue depuis 1968.

### Ligue majeure de baseball

#### Orioles de Baltimore
Le 10 janvier 2012, Wei-Yin Chen signe un contrat de trois saisons avec les Orioles de Baltimore. Intégré à la rotation de lanceurs partants des Orioles, il fait ses débuts dans la Ligue majeure de baseball le 10 avril 2012. Opposé aux Yankees de New York, il accorde quatre points, mais seulement deux mérités, en cinq manches et deux tiers. Il retire 6 adversaires sur des prises dans la partie et connaît une séquence où il retire 12 frappeurs des Yankees de suite. Il n'est pas impliqué dans la décision dans ce match perdu 5-4 par Baltimore.
Chen affiche une moyenne de points mérités de 3,72 en 706 manches et deux tiers lancées lors de ses 4 saisons à Baltimore, de 2012 à 2015. Il remporte 46 victoires contre 23 défaites en 117 départs et enregistre 547 retraits sur des prises. Après deux saisons où sa moyenne est tout juste au-dessus de 4 points mérités accordés par partie, il abaisse celle-ci à 3,54 puis à 3,34 lors des saisons 2014 et 2015, respectivement.
Il effectue 3 départs en éliminatoires pour les Orioles. Le premier de ceux-ci est face aux Yankees de New York en Série de division 2012, et il est le lanceur gagnant après 6 bonnes manches et un tiers lancées. En 2014, il effectue deux sorties en éliminatoires mais encaisse une défaite dans la Série de championnat contre Kansas City. Il est le premier lanceur taïwanais de l'histoire à être lanceur partant dans un match de Série de championnat.

#### Marlins de Miami
Le 19 janvier 2016, Wei-Yin Chen, qui est représenté par l'agent Scott Boras, signe un contrat de 80 millions de dollars US avec les Marlins de Miami.